# Гідроенергія

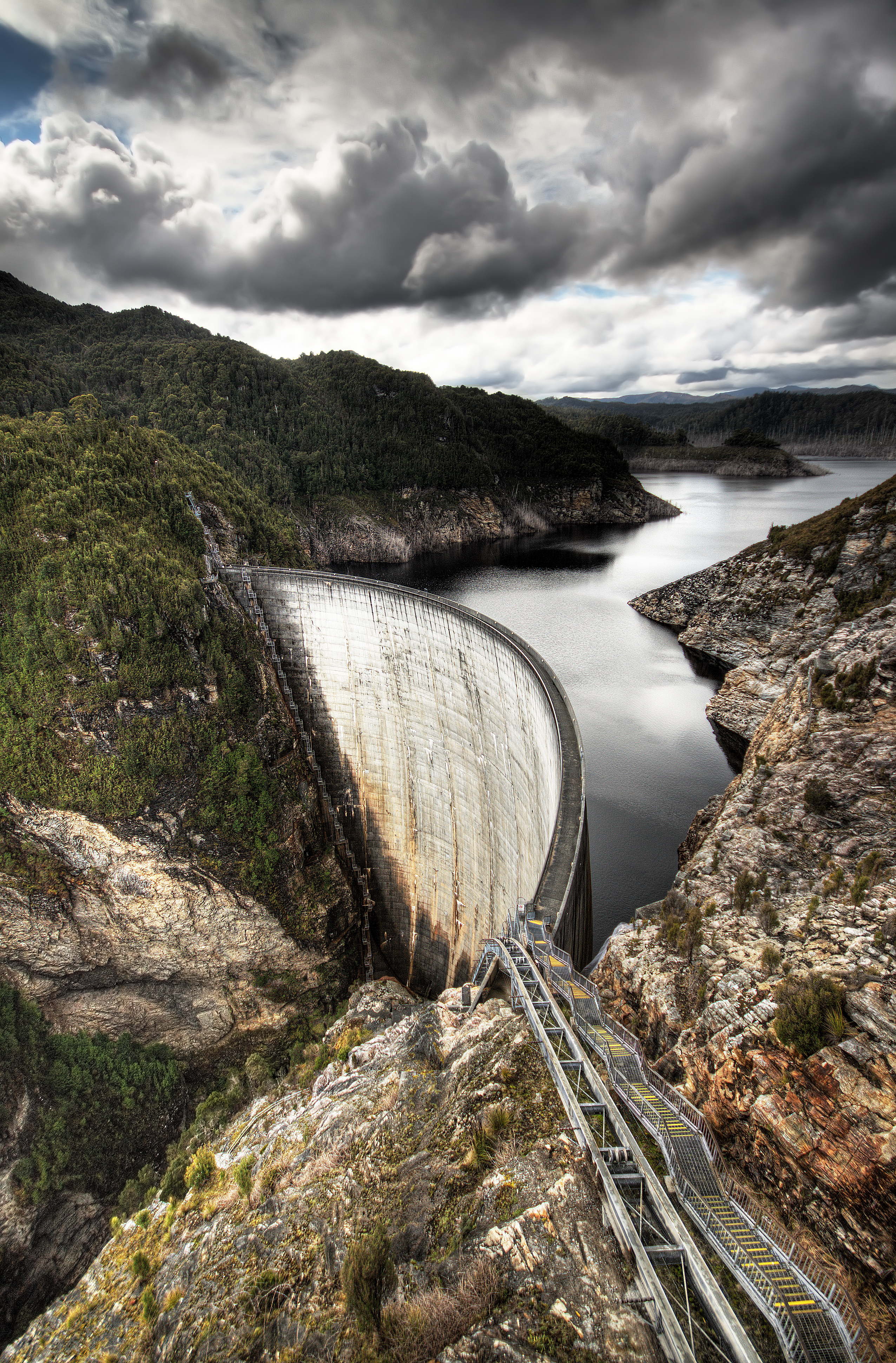
Гребля Гордон у Тасманії забезпечує отримання 430 МВт потужності з енергії спадання води

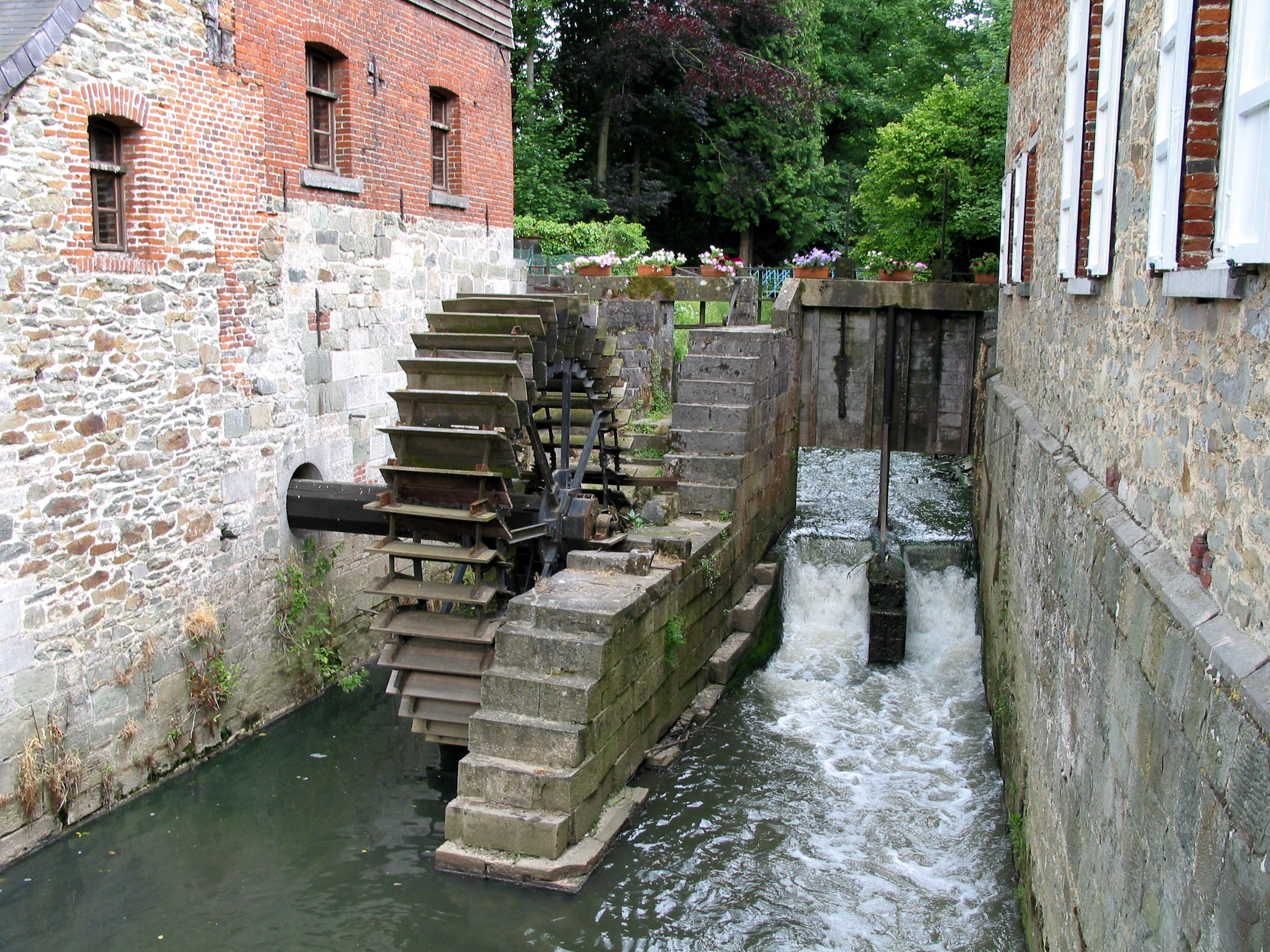
Історично енергію спадання води використовували у водяних млинах, як у зображеному на світлині млині у Брен-ле-Шато (Braine-le-Château, Kasteelbrakel) в Бельгії, збудованому у XII столітті

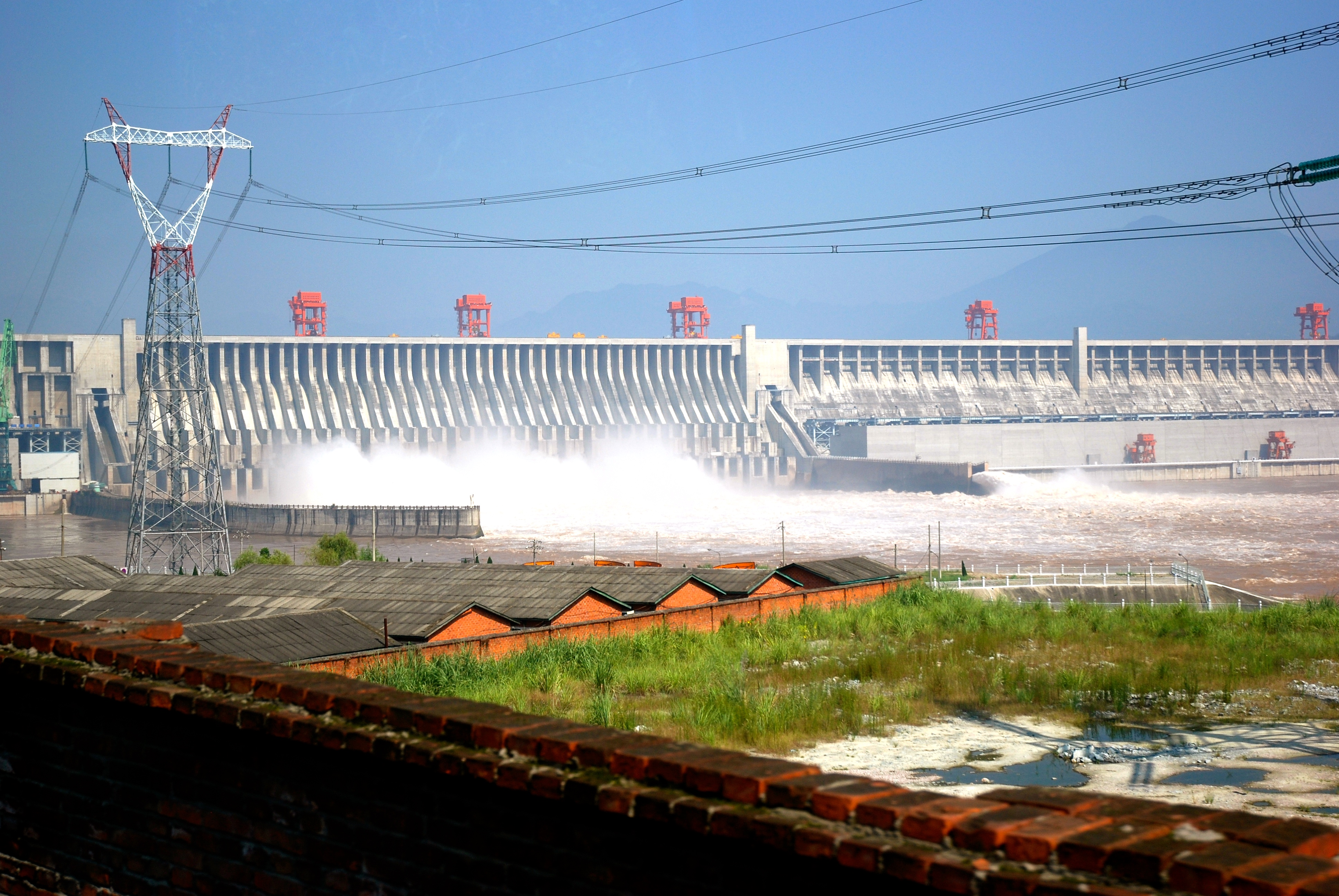
Гребля Три ущелини у Китаї; найбільшої у світі ГЕС за встановленою потужністю

Гідроене́ргія (англ. hydropower) або ене́ргія води́ (англ. water power) — енергія, зосереджена в потоках водних мас у руслових водоводах та припливних рухах. На початку освоєння гідроенергію часто поетично називали «білим вугіллям». Для потреб людини найчастіше використовують енергію падаючої води. Величина цієї енергії перебуває у прямій залежності від висоти падіння. Для підвищення різниці рівнів води, особливо в нижніх течіях річок, споруджуються греблі. Енергія води є привабливою оскільки вона є дешевшою від енергії, яка отримується при спалюванні палива чи ядерної енергії.

## Історична довідка
Енергію рухомої води здавна використовували для приведення в обертання лопатевих (водяних) коліс та турбін. Вода була одним з перших джерел енергії, освоєних людиною, а першою машиною, за допомогою якої енергія спрямовувалась на потреби людини, було водяне колесо. Понад 2000 років тому на Близькому Сході вже користувалися водяним колесом у вигляді вала з лопатками: потік води, відведений зі струмка або річки, тиснув на лопатки, передаючи їм свою кінетичну енергію. Лопатки рухалися, а оскільки вони були жорстко скріплені з валом, то обертався вал. До останнього, своєю чергою прикріплювалося млинове жорно, яке разом з валом оберталося відносно нерухомого нижнього жорна. Саме так працювали перші «механізовані» млини для зерна. Але їх споруджували лише у гірських районах, де річки і струмки мали великі перепади висот та швидкості потоків.
У 30-х роках XIX століття енергію води стали використовувати у річковому транспорті для переміщення барж похилими каналами між водними руслами, що розташовувались на різних рівнях, прикладом якого є чинний до сьогодні Ельблонзький канал (Польща).
Вода, яку ще у стародавні часи використовували для виконання механічної роботи, досі залишається ефективним джерелом енергії, тепер вже електричної. Енергія падаючої води, що обертає водяне колесо, спочатку служила безпосередньо джерелом енергії для розмелювання зерна, розпилювання деревини, урухомлення молотів у кузнях чи виробництва тканин. Однак такі млини і лісопильні на річках стали втрачати популярність, коли у середині XIX ст. почалося виробництво електричної енергії з використанням енергії водоспадів.
На сучасній гідроелектростанції (ГЕС) маса води з великою швидкістю спрямовується на лопатки турбін. Вода тече через захисну сітку і регульований затвор сталевим трубопроводом до турбіни, над якою встановлений генератор. Механічна енергія води за допомогою турбіни передається генератору і там перетворюється на електричну. Після цього вода стікає в річку через тунель, що поступово розширюється, втрачаючи при цьому свою швидкість.
За потужністю ГЕС поділяють на дрібні (із встановленою потужністю до 0,2 МВт), малі (до 2 МВт), середні (до 20 МВт) і великі (понад 20 МВт); за напором — на низьконапірні (напір до 10 м), середнього напору (до 100 м) і високонапірні (понад 100 м). В окремих випадках греблі високонапірних ГЕС досягають висоти 240 м. Вони зосереджують перед турбінами водну енергію, накопичуючи воду та піднімаючи її рівень. У турбіні вода змінює поступальний рух на обертальний, що передається ротору генератора електричного струму.
На типових ГЕС коефіцієнт корисної дії нерідко досягає 60…70 %, тобто 60…70 % енергії спадної води перетворюється на електричну.

## Фізичні основи
Першоджерелом енергії води є Сонце, що випаровує воду з океанів, морів і річок. Водяна пара конденсується у вигляді дощу, випадає у підвищених місцевостях і стікає вниз до моря. Гідростанції будують на шляху цього стоку для перехоплення енергії руху води — енергії, яка в іншому випадку була б витрачена на перенесення відкладів до моря.
Джерело енергії води оцінюється величиною доступної потужності, тобто енергії, що надходить за одиницю часу. При використанні води, що спадає з певної висоти доступна потужність пов'язана із гідравлічним перепадом висот, витратою води та швидкістю її руху. У випадку, коли вода тече із водосховища чи озера гідравлічним перепадом є різниця рівнів між дзеркалом водної поверхні верхнього накопичувача води та виходом турбіни і гідростатичний тиск у нижній частині, що спричиняється висотою стовпа води.
Потенціальна енергія {\displaystyle E}, що вивільняється при падінні тіла масою {\displaystyle m} з висоти {\displaystyle h} в умовах гравітації з прискоренням вільного падіння {\displaystyle g} буде становити
{\displaystyle E=mgh}.
ГЕС використовує енергію, що вивільняється під час контрольованого спаду води із певної висоти. Енергія, яка вивільняється за певний час {\displaystyle t} залежить від кількості води що пройшла за цей час:
{\displaystyle {\frac {E}{t}}={\frac {m}{t}}gh}.
Замінивши символом потужності {\displaystyle P} відношення {\displaystyle E/t} та виразивши відношення {\displaystyle m/t} через витрату і густину води, отримаємо вираз:
{\displaystyle P=\rho Qgh},
де {\displaystyle Q} — об'ємна витрата води (об'єм води, що протікає за одиницю часу), {\displaystyle \rho } — густина води.
У системі SI густина {\displaystyle \rho } має розмірність кг/м³, об'ємна витрата {\displaystyle Q} — м³/с, прискорення вільного падіння {\displaystyle g} — м/с², висота {\displaystyle h} вимірюється у метрах а потужність {\displaystyle P} у Ватах.
Деякі види водяних коліс, наприклад нижньобійне, використовують енергію потоку води, не вимагаючи великого гідравлічного перепаду. У цьому випадку використовується кінетична енергія потоку води. Теоретично максимальна потужність такого джерела становить:
{\displaystyle P={\frac {1}{2}}\rho Qv^{2}},
де {\displaystyle v} — середня швидкість потоку води (м/с). Така віддача у реальних умовах є недосяжною, бо відбір усієї кінетичної енергії води означав би її зупинку. Фактично доступна потужність зумовлюється ступенем сповільнення потоку через колесо (різниці середньої швидкості потоку безпосередньо перед і за колесом).
Водяні колеса наливне (верхньобійне) та середньобійне використовують як потенціальну так і кінетичну енергію струменя води.

## Проблеми при використанні гідроенергії
У багатьох країнах використання водної енергії привертає увагу прихильників захисту довкілля, що неминуче приводить до нових природоохоронних затрат, внаслідок чого електроенергія, отримана таким способом не завжди є дешевшою.
Розглянемо деякі негативні наслідки для природи, пов'язані із спорудженням гребель на річках.
Коли течія річки сповільнюється, як це звичайно відбувається при потраплянні її вод у водоймище, завислий осад починає опускатися на дно. Нижче водоймища чиста вода, потрапляючи у річку, набагато швидше розмиває річкові береги, ніби захоплюючи той обсяг осадів, який був втрачений у водоймищі. Отже, посилення ерозії й абразії берегів нижче від водоймища — звичайне явище.
Дно водоймища поступово вкривається шаром осадів, який періодично виступає на поверхню або знову затопляється, коли рівень води падає і піднімається в результаті скидання води чи її припливу. З часом осадів накопичується стільки, що вони починають займати значну частину корисного об'єму водоймища. Це означає, що водоймище, споруджене для збереження запасів води чи контролю за повенями, поступово втрачає свою ефективність. Нагромадженню великої кількості осадів у водоймищі можна частково запобігти, якщо здійснювати регулярний контроль за кількістю уламкового матеріалу, знесеного потоками води.
Є й інша проблема: після заповнення водоймища під водою виявляються цінні землі, що втрачаються назавжди. Зникають також цінні тварини і рослини, причому не тільки сухопутні; риби, що населяють перегороджену греблею річку, теж можуть зникнути, оскільки гребля перепиняє шлях до місць їхнього нересту.
Крім цього, у певні періоди якість води у водоймищі і, відповідно, якість води, що випускається з нього, може бути дуже низькою. Протягом літа й осені нижні шари води у водоймищі збіднюються на кисень, що зумовлено одночасним впливом двох процесів: неповним перемішуванням води та бактеріальним розкладом відмерлих рослин у донних шарах, що вимагає великої кількості кисню. Коли ця бідна на кисень вода випускається з водоймища, насамперед потерпають риби та інші водні організми нижче за течією.
Не зважаючи на все це, переваги ГЕС очевидні — постійно відновний самою природою запас енергії, простота експлуатації, відсутність забруднення довкілля.

## Гідроенергетичні ресурси поверхневого стоку
Характерними особливостями річкових вод є їх щорічне відновлення. Річковий стік формується за рахунок опадів, які випадають на поверхню суші. Частина цих опадів скочується у річки і зветься поверхневим стоком річок, інша частина опадів просочується у ґрунт, формуючи запаси підземних вод. Відношення стоку до опадів зветься коефіцієнтом стоку η. Кількість опадів обумовлюється енергією сонячного випромінювання. Інтенсивність випромінювання Сонця складає 3,846·1026 Вт = 3,846·1017 ГВт. Земна атмосфера перехоплює приблизно одну мільйонну частину випромінювання Сонця, або 4·1011 ГВт. На опади перетворюється ~ 200000 ГВт. Світовий гідроенергетичний потенціал сягає ~ 50 000 ГВт і майже учетверо перевищує сумарне виробництво всіх електростанцій світу (14000 ГВт). Реальний (технічно доступний та економічно доцільний) потенціал водного ресурсу відповідає потужності (10 000…20 000) ГВт згідно з даними ООН. Якщо врахувати, що встановлені ГЕС світу мають сумарну потужність 1211 ГВт (сьогодні у світі задіяно лише близько 10 % технічно доступного та економічно доцільного гідрологічного потенціалу), в осяжному майбутньому потужність ГЕС може скласти (2000…3000) ГВт. 

## Гідроенергетичний потенціал річок світу
Валовий теоретичний гідроенергетичний потенціал річок світу оцінюється в 39100 млрд кВт.год.
Технічний гідроенергетичний потенціал характеризує ту частину водної енергії, яку можна використати технічно. При визначенні технічного гідроенергетичного потенціалу враховуються всі втрати, пов'язані з виробництвом електроенергії, включаючи неможливість повного використання стоку, що викликана недостатньою ємністю водоймищ і обмеженням потужності ГЕС, у зв'язку з обмеженим використанням верхових і низових ділянок річок з малою потенційною потужністю, втратами на випаровування з поверхні водоймищ та на фільтрацію з водоймищ, втратами напору й потужності в проточному тракті й енергетичному устаткуванні ГЕС.
Економічно ефективний гідроенергетичний потенціал визначає ту частину технічного потенціалу, яку в цей час економічно доцільно використовувати. Слід зазначити умовність визначення економічно ефективного потенціалу, тому що він базується на техніко-економічному порівнянні з альтернативними джерелами електроенергії, якими виступають теплові електростанції, і не враховує досить повно ефективність комплексного використання водних ресурсів. Крім того, у зв'язку з ростом вартості органічного палива, а також збільшенням вартості будівництва ТЕС з урахуванням жорсткості вимог до охорони довкілля й іншим можна прогнозувати збільшення в перспективі економічно ефективного потенціалу, який буде наближатися до технічного гідроенергетичного потенціалу.
Світовий технічний гідроенергетичний потенціал (на рівні 2008 р.) оцінюється в 14650 млрд кВт·год, а економічно ефективний — у 8770 млрд кВт·год.
В Україні економічно ефективний гідроенергетичний потенціал використаний на 60 %.
В останні десятиріччя проводяться широкомасштабні дослідження практичного використання значного потенціалу течій в морях і океанах, які поділяють на неперіодичні, мусонні (пасатні) й припливновідпливні. З них насамперед розглядають можливість використання енергії головних неперіодичних течій (Гольфстрим, Куросіо та ін.), сумарний енергетичний потенціал яких за різними методиками оцінюється від 5 до 300 млрд кВт.

## Обмеження технологій та систем класичної гідроенергетики
Досвід експлуатації висвітлив переваги, проте, засвідчив і суттєві вади наявних гідроелектростанцій. Позаяк енергетичні перетворення у системах відбуваються за допомогою масивних рухомих елементів (роторів), це обумовлює їх високу інерційність та необхідність періодичного обслуговування протягом всього строку експлуатації.
З іншої сторони, наявні ГЕС, зазвичай, є системами непрямої дії. Вони потребують подвійного і, навіть, потрійного проміжного перетворення енергії. Наприклад, у гідроелектростанціях механічна кінетична енергія водяного або повітряного потоку спочатку обертається у кінетичну енергію роторів гідро- та вітротурбін. Внаслідок перехідних енергетичних трансформацій схеми електростанцій ускладнюються, і знижується їх виробнича ефективність (коефіцієнт корисної дії).
На додаток, велетенські енергетичні об'єкти породжують суттєві екологічні проблеми. Значні капіталовкладення у фундаментальні та прикладні дослідження дозволили кількісно накопичити нові знання, втім, до цього часу не забезпечили якісного прориву у створенні енергоефективних та доступних систем відновлюваної енергії. І надалі можливості підвищення енергоефективності макроскопічних систем будуть звужуватись через невідповідність якості конструктивних матеріалів умовам їх використання.
Розрахунки свідчать, навіть прогрес у створенні енергетичних перетворювачів, окремі удосконалення як то безгреблеві гідроелектростанції на основі напівзанурених та занурених гідротурбін; вітротурбінні гідроакумулювальні електростанції, кількісне їх нарощування не в змозі кардинально вирішити назрілі проблеми макроскопічної енергетики в рамках класичних положень гідромеханіки та термодинаміки.
Гідравлічні ресурси, які живлять роботу гідроелектростанцій, є також обмеженими і часто географічно віддаленими від місць споживання. Регулярні гідрометричні спостереження засвідчують рекордно низький приплив вод на річках та обміління водосховищу різних частинах світу. Все частіше виникають проблеми водозабезпечення посушливих регіонів. Більшість кліматичних моделей вказують на зменшення у найближчі три десятиліття водності річок Центральної Європи, басейну Середземного моря, Центральної Америки та Бразилії.  Зміни водного режиму річок уже сьогодні негативно відбиваються на стані пов'язаних галузей економіки. У повідомленні Національної енергетичної компанії «Укренерго» йдеться про низьку водність річки Дніпро. Через низький приплив вод на річках дніпровського басейну порушується стан екосистеми, а коефіцієнт використання встановленої потужності ГЕС складає всього 30-40 %.  Наявні макроенергетичні технології не забезпечують високого рівня використання гідрологічних ресурсів, нерідко звужують технічно доступний та економічно доцільний гідрологічний потенціал. Для об'єднаної енергосистеми України виникає загроза втрати регулюючих та маневрових потужностей гідроелектростанцій. Під великим питанням залишається побудова в Україні нових потужностей, оскільки запаси вільних гідроресурсів катастрофічно вичерпуються, як не стало їх задовго до цього і в країнах Європейського Союзу.
Вочевидь, наявні макроскопічні технології енергетики, у тому числі, відновлюваної, не милують око різноманіттям і технічними рішеннями. Водні ресурси, які ми уловлюємо за допомогою існуючих технологій, при уважному розгляді також виявилися не такими безкрайніми, як спершу здалося. Клімат на Землі, як і вся природа. перероджується. Ріки змінюють своє русло, міліють або ж і повністю пересихають.
Для того щоб задовольнити потреби суспільства в електричній енергії, наявних ресурсів, вочевидь, недостатньо. Не відповідають вони повною мірою і вимогам сталого розвитку. Магістральним шляхом подолання проблем розвитку галузі є удосконалення існуючих та створення принципово нових технологій виробництва кінцевої електричної енергії із застосуванням глибинних енергетичних перетворень, які б дозволили використовувати новітні джерела відновлюваної енергії а також раніше технічно недоступний та економічно недоцільний енергетичний потенціал.
Альтернативою макроскопічній гідроенергетиці може стати молекулярна гідроенергетика.

## Молекулярна гідроенергетика
Детальніше: Молекулярна гідроенергетика
Молекулярна гідроенергетика (англ. molecular hydropower) — наука і галузь, складова частина молекулярної енергетики, яка вивчає та використовує відновлювані енергетичні властивості молекул, атомів, йонів, інших малих частинок рідинного середовища, взаємодію цих частинок між собою, з іншими тілами а також з електричними та магнітними полями з метою вироблення, накопичення, розподілу та використання електричної енергії.

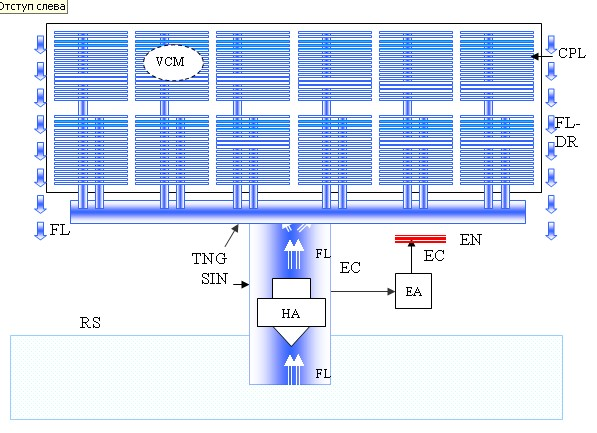
Молекулярна система виробництва електричного струму розгалуженого річища на основі об'ємних флюїдорушійних модулів.
Молекулярна гідроенергетика є також складовою частиною класичної гідроенергетики, в основі якої лежать закони гідродинаміки, що описують рух нестисливої рідини та її взаємодію з твердими тілами, а також закони гідростатики, що оцінюють рівновагу рідини та її дію на занурені в нею тіла. Тож, в розрахунках параметрів та характеристик систем молекулярної гідроенергетики поряд з енергетичними характеристиками малих частинок, всередині та на кордоні фаз, як правило, застосовуються також макроскопічні параметри (швидкість, тиск, густина) потоків рідини.
Ефективне перетворення та вивільнення енергії молекул, атомів, йонів та інших частинок рідини, скажімо, води або водних розчинів (електролітів), може бути здійснено за допомогою фізичних та хімічних поверхневих явищ, які виникають на межі фаз, зокрема, змочування, адгезії, когезії, капілярного ефекту, адсорбції,  абсорбції тощо. Поряд з вище названими явищами для створення молекулярних технологій та систем гідроенергетики застосовні також фізичні явища електрокінетики, осмосу, електродіалізу, магнітогідродинаміки в рідинах та їх розчинах, а ще поєднання цих ефектів. Звідсіля витікає і поділ молекулярної енергетики складові:
- гідроенергетика міжфазної поверхні;
- електрокінетична гідроенергетика;
- гідроенергетика градієнта солоності;
- магнітогідродинамічна гідроенергетика тощо.

Фізичні та хімічні явища лежать також в основі класифікації технологій та систем молекулярної гідроенергетики:
- гідроадгезійні технології та системи міжфазної поверхні на основі позитивного термодинамічного p-потенціалу Гіббза;
- гідроабсорбційні технології та системи міжфазної поверхні на основі негативного термодинамічного n-потенціалу Гіббза;
- електрокінетичні технології та системи молекулярної гідроенергетики;
- осмотичні технології та системи гідроенергетики градієнта солоності (технології та системи забарного осмосу);
- електродіалізні технології та системи гідроенергетики градієнта солоності;
- магнітогідродинамічні технології та системи молекулярної гідроенергетики тощо.

Класифікація молекулярних технологій та систем гідроенергетики є умовною, бо на практиці вони нерідко інтегруються.